# Jeder für sich und Gott gegen alle
Jeder für sich und Gott gegen alle is een West-Duitse dramafilm uit 1974 onder regie van Werner Herzog. De film is gebaseerd op het waargebeurde levensverhaal van de Duitse vondeling Kaspar Hauser.

## Verhaal
Kaspar Hauser is een jongeman die in 1828 opduikt in de stad Neurenberg. Hij kan spreken noch lopen en is in het bezit van een brief. Later verklaart Hauser dat hij zijn hele leven lang vast heeft gezeten in een kelder. Nu pas is hij vrijgelaten zonder enige reden. De theoloog Georg Friedrich Daumer tracht hem te integreren in de maatschappij.

## Rolverdeling
| Acteur               | Personage               |
| -------------------- | ----------------------- |
| Bruno S.             | Kaspar Hauser           |
| Walter Ladengast     | Georg Friedrich Daumer  |
| Brigitte Mira        | Huishoudster Käthe      |
| Willy Semmelrogge    | Circusdirecteur         |
| Michael Kroecher     | Lord Stanhope           |
| Hans Musäus          | Onbekende man           |
| Volker Prechtel      | Gevangenisbewaker Hiltl |
| Gloria Doer          | Mevrouw Hiltl           |
| Herbert Achternbusch | Boerenjongen            |
| Enno Patalas         | Pastoor Fuhrmann        |
| Alfred Edel          | Hoogleraar logica       |